# Eric M. Runesson
Eric M. Runesson, (nom complet: Erik Michael Runesson, originalment Andersson), barri de Katarina-Sofia, Estocolm, 26 de setembre de 1960 és un jurista suec, membre de l'Acadèmia Sueca i Justitieråd (jutge) al Tribunal Suprem de Suècia.

## Biografia
Eric M. Runesson va esdevenir membre de l'Associació d'Advocats de Suècia el 1993. Com a advocat va formar part del bufet Sandart & Partners Law Office el 1996. Runesson es va doctorar en dret a l'Escola d'Economia d'Estocolm el 1996, amb una tesi sobre la Reconstrucció de contractes incomplets. L'any 2000 es va convertir en professor universitari.
El 14 de juny de 2018 va ser nomenat Justitieråd del Tribunal Suprem de Suècia, amb efectes a partir el 3 de setembre.
El 5 d'octubre del mateix 2018, Runesson va ser elegit per ocupar la cadira número 1 de l'Acadèmia Sueca en substitució de Lotta Lotass, que havia estat baixa per incompareixença i d'acord amb els estatuts podia ser substituïda. El 20 de desembre va prendre possessió del càrrec.